# Sphalma quadricollis
Sphalma quadricollis es una especie de coleóptero de la familia Tetratomidae o de la familia Pythidae.

## Distribución geográfica
Habita en California (Estados Unidos).